# 小扬气站
小扬气站是位于黑龙江省大兴安岭地区松岭区小扬气镇的一个铁路车站，有富西铁路经过该站。车站设有正线1条、到发线2条、货物线1条、安全线1条、木材专用线1条；车站及其上下行区间均未电气化，距离富裕站424公里。
车站隶属哈尔滨铁路局加格达奇车务段，是四等站，办理客货运业务。